# 해병대 특수수색여단
해병대 특수수색대대(ROK Marine Corps Special Reconnaissance Battalion)는 대한민국 해병대에서 사령부 직속 수색정찰대대이자 특수작전을 수행하는 특수부대이다.

## 개요
과거에 해병대 특수수색대로 불리면서 존재하다 2018년 5월 1일 당시 해병대사령관이었던 전진구 중장(해사 39기)의 주도로 추진하여 사령부 직할부대로 개편되었다. 전진구 중장은 해병대사령관으로서는 이색적으로 위관장교 때부터 해병수색대에서 오랫동안 근무를 했다.

## 근무
수색대에서 근무할 때 해군 UDT/SEAL 위탁교육과 육군 특전사 위탁교육을 수료하며 간부 위주의 타군 특수부대들과 접해볼 기회가 많았고 특수전 쪽에 관심도 많았기 때문에 해병대사령관이 되자 기존의 수색대의 한계와 약점을 극복하기 위해 해병대에서도 간부 위주의 특수작전부대가 필요하다고 보고 특수수색대를 창설한 것이다. 
창설 초기엔 간부 인원 확보가 아직 완성되지 못해서 소령이 부대장인 소규모의 부대로 출발했으나, 계속 인원을 확충해서 2021년까지 대대 규모의 부대에다가 완전한 간부편제를 목표로 증편되고 있다. 기존 해병수색대의 임무를 비롯해서 대테러 특수임무 및 적지종심작전과 해상 및 공중침투의 임무를 수행한다. 2025년 대대급에서 여단급으로 승격하여, 사령부 소속 특수수색대대와 1, 2사단 수색대대를 통합한 규모로 대령급이 지휘하는 부대로 개편하였다. 

## 역사
- 2018년 5월 1일 해병대 특수수색대대 창설
- 2025년 6월 30일 특수수색여단으로 승격